# Granat M59
M59 – amerykański granat obronny.
M59 posiada kulistą skorupę, na której wewnętrznej części znajdują się nacięcia w kształcie sześciokątów, które ułatwiają fragmentację. Skorupa jest identyczna jak w granatach M33 i M67. Granat jest uzbrojony w zapalnik elektryczny podwójnego działania M217.